# Hltnost
Hltnost turbíny je u vodní a  parní turbíny maximální průtok vody, popřípadě  páry, za určitých podmínek. Základní jednotkou je metr krychlový za sekundu (m3·s−1, m3/s), dalším jednotkovým vyjádřením může být i kg za sekundu (kg·s−1, kg/s).

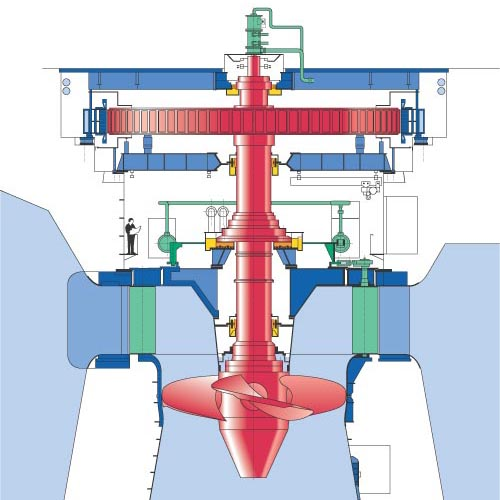
Řez Kaplanovou turbínou

Největší hltnost na světě mají  Kaplanovy turbíny na Saratovské vodní elektrárně na Volze, kde při průtoku 806 m3/s pracují na spádu kolem 11 m. Jedinou turbínou o průměru 10,5 m může protékat vodní tok srovnatelný s Labem v Hamburku. Ve střední Evropě mají největší hltnost  Kaplanovy turbíny na  vodní elektrárně Gabčíkovo na Dunaji a to až 636  m3·s−1, při spádu 12,88–24,20 m.